# Una canzone per te (film)
Una canzone per te è un film italiano del 2010 diretto da Herbert Simone Paragnani.
Il lungometraggio, una commedia romantica contaminata da un tocco di fantasy, è diretto dal regista Herbert Simone Paragnani, prodotto dalla Cattleya in collaborazione con MTV Italia e distribuito dalla Universal Pictures Italia..

## Trama
Roma. Nella palestra di un liceo va in scena un concerto di band giovanili, che viene seguito anche da Caterina, un'inviata del MTV New Talent, un importante contest che dà alle nuove promesse della musica la possibilità di farsi conoscere. Davide, come al solito, è in ritardo e le organizzatrici del concerto fanno salire sul palco Lisa, una ragazza timida ed emarginata ma dotata di un talento naturale per la musica. Davide è il leader dei Nais Nois, la band più seguita della scuola: finalmente arriva e, insieme ai suoi tre amici, sale sul palco cacciando via Lisa, che a causa della sua scarsa popolarità non viene sostenuta da nessuno e deve lasciare spazio al rock dei Nais Nois.
Davide è un ragazzo sicuro di sé, il cui sogno è sfondare nella musica. È fidanzato con Silvia e sembra non aver paura di niente. Conteso da Irene, amica di Silvia, e da Veronica, ninfomane col vizio del Tantra. Ma non esistono solo musica e ragazze: c'è anche una scuola da finire e un esame di maturità da affrontare. Davide non ha voglia di studiare, i suoi voti sono bassi e rischia di perdere l'anno: decisivo è l'ultimo compito in classe di letteratura, per il quale fa affidamento su Gino, il "secchione" della classe, bravissimo negli studi ma sempre impacciato, mal vestito e snobbato dalle ragazze. Quella mattina, però, Gino non viene a scuola: è stato investito per strada da un mezzo adibito al lavaggio delle strade ed è finito in ospedale con un braccio rotto. Davide piomba nella disperazione. La professoressa di lettere entra in aula e assegna un tema su Foscolo. Davide prova a chiedere aiuto a Lisa, che siede nel banco accanto, ma lei, memore del trattamento ricevuto al concerto, non ha alcuna intenzione di aiutarlo. Così Davide non trova altro spunto che disegnare sul foglio un ritratto di Jimi Hendrix e consegna così in bianco. Suona la campanella e nel cortile della scuola esplode la gioia degli studenti perché è l'ultimo giorno. Silvia, accompagnata dall'invidiosa amica del cuore Irene, vuole portare Davide a un incontro di orientamento per la scelta dell'università, ma lui rifiuta, perché è stato segretamente invitato a casa di Veronica, in cerca di avventure sessuali.
A causa di Veronica, che fa provare a Davide il sesso tantrico senza troppo successo, lui fa tardi a un importante provino musicale per l'Mtv New Talent e per questo viene allontanato dai suoi amici e membri dei Nais Nois. Nel frattempo perde anche Silvia, in quanto Irene ha saputo dell'avventura di Davide con Veronica e le ha spifferato tutto. Scuola, amici e fidanzata: in un giorno Davide sembra aver perso tutto. Va a confidarsi con Gino e per sfogarsi lancia il cellulare contro un muro. Gino allora gli suggerisce un "tipo strano" che ripara i cellulari sulle panchine dei giardini di Piazza Vittorio: Davide incontra questo particolare personaggio, apparentemente un uomo sui cinquant'anni con barba e capelli lunghi e brizzolati, che gli ripara il telefono e poi misteriosamente scompare. Davide torna a casa e trova sul suo cellulare un videogioco che prima non c'era. Davide ricomincia da capo e da Lisa, timida e sensibile compagna di classe che aveva sempre preso in giro, e che lo inizierà alla vera musica e al vero amore.

## Musiche
La colonna sonora del film è firmata da Cristiano Grillo e Andrea Lai, autori del tema d'amore.
Il film si avvale di brani come L'applauso del cielo dei Lost, ma anche di pezzi di altri artisti italiani come P.F.M., Zero Assoluto e L'Aura, nonché di brani di Stranglers, Ramones, Cat Stevens, Eddie & The Hot Rods, Harry Chapin. Il brano Sai cosa c'è, cantato da Agnese Claisse, che interpreta il personaggio di Lisa, è stato scritto da L'Aura, mentre i Sonohra hanno firmato Nuovo amore, il pezzo che Davide (Emanuele Bosi) canta alla fine del film.
Nel film è presente anche Impressioni di settembre della PFM.